# Scottish Championship
Scottish Championship er den næstbedste fodboldliga i Skotland etableret i 2013 og er efterfølgeren til Scottish Football League.